# Grand Prix Ruska 2014
Grand Prix Ruska 2014 (oficiálně 2014 Formula 1 Russian Grand Prix) se jela na okruhu Sochi Autodrom v Soči v Rusku dne 12. října 2014. Závod byl šestnáctým v pořadí v sezóně 2014 šampionátu Formule 1.

## Kvalifikace
| Poř.                       | No. | Jezdec            | Konstruktér             | Časy v kvalifikaci | Časy v kvalifikaci | Časy v kvalifikaci | Pořadí na startu |
| Poř.                       | No. | Jezdec            | Konstruktér             | Q1                 | Q2                 | Q3                 | Pořadí na startu |
| -------------------------- | --- | ----------------- | ----------------------- | ------------------ | ------------------ | ------------------ | ---------------- |
| 1                          | 44  | Lewis Hamilton    | Mercedes                | 1:38.759           | 1:38.338           | 1:38.513           | 1                |
| 2                          | 6   | Nico Rosberg      | Mercedes                | 1:39.076           | 1:38.606           | 1:38.713           | 2                |
| 3                          | 77  | Valtteri Bottas   | Williams-Mercedes       | 1:39.125           | 1:38.971           | 1:38.920           | 3                |
| 4                          | 22  | Jenson Button     | McLaren-Mercedes        | 1:39.560           | 1:39.381           | 1:39.121           | 4                |
| 5                          | 26  | Daniil Kvjat      | Toro Rosso-Renault      | 1:40.074           | 1:39.296           | 1:39.277           | 5                |
| 6                          | 20  | Kevin Magnussen   | McLaren-Mercedes        | 1:39.735           | 1:39.022           | 1:39.629           | 11               |
| 7                          | 3   | Daniel Ricciardo  | Red Bull Racing-Renault | 1:40.519           | 1:39.666           | 1:39.635           | 6                |
| 8                          | 14  | Fernando Alonso   | Ferrari                 | 1:40.255           | 1:39.786           | 1:39.709           | 7                |
| 9                          | 7   | Kimi Räikkönen    | Ferrari                 | 1:40.098           | 1:39.838           | 1:39.771           | 8                |
| 10                         | 25  | Jean-Éric Vergne  | Toro Rosso-Renault      | 1:40.354           | 1:39.929           | 1:40.020           | 9                |
| 11                         | 1   | Sebastian Vettel  | Red Bull Racing-Renault | 1:40.382           | 1:40.052           |                    | 10               |
| 12                         | 27  | Nico Hülkenberg   | Force India-Mercedes    | 1:40.273           | 1:40.058           |                    | 17               |
| 13                         | 11  | Sergio Pérez      | Force India-Mercedes    | 1:40.723           | 1:40.163           |                    | 12               |
| 14                         | 21  | Esteban Gutiérrez | Sauber-Ferrari          | 1:41.159           | 1:40.536           |                    | 13               |
| 15                         | 99  | Adrian Sutil      | Sauber-Ferrari          | 1:40.766           | 1:40.984           |                    | 14               |
| 16                         | 8   | Romain Grosjean   | Lotus-Renault           | 1:42.526           | 1:41.397           |                    | 15               |
| 17                         | 9   | Marcus Ericsson   | Caterham-Renault        | 1:42.648           |                    |                    | 16               |
| 18                         | 19  | Felipe Massa      | Williams-Mercedes       | 1:43.064           |                    |                    | 18               |
| 19                         | 10  | Kamui Kobajaši    | Caterham-Renault        | 1:43.166           |                    |                    | 19               |
| 20                         | 13  | Pastor Maldonado  | Lotus-Renault           | 1:43.205           |                    |                    | 21               |
| 21                         | 4   | Max Chilton       | Marussia-Ferrari        | 1:43.649           |                    |                    | 20               |
| 107% času vítěze: 1:45.672 |     |                   |                         |                    |                    |                    |                  |
| DNP                        | 17  | Jules Bianchi     | Marussia-Ferrari        | Bez času           |                    |                    |                  |
| Zdroj:                     |     |                   |                         |                    |                    |                    |                  |

Poznámky
1. 1 2 3  Kevin Magnussen, Nico Hülkenberg a Max Chilton obdrželi trest posunu o 5 míst vzad za neplánovanou výměnu převodovky.
2. ↑  Pastor Maldonado obdržel trest posunu o 10 míst vzad - 5 míst za překročení počtu povolených pohonných jednotek a 5 míst za neplánovanou výměnu převodovky.

## Závod
| Poř.   | No. | Jezdec            | Konstruktér             | Počet kol | Čas/Odstoupení | Pořadí na startu | Body |
| ------ | --- | ----------------- | ----------------------- | --------- | -------------- | ---------------- | ---- |
| 1      | 44  | Lewis Hamilton    | Mercedes                | 53        | 1:31:50.744    | 1                | 25   |
| 2      | 6   | Nico Rosberg      | Mercedes                | 53        | +13.657        | 2                | 18   |
| 3      | 77  | Valtteri Bottas   | Williams-Mercedes       | 53        | +17.425        | 3                | 15   |
| 4      | 22  | Jenson Button     | McLaren-Mercedes        | 53        | +30.234        | 4                | 12   |
| 5      | 20  | Kevin Magnussen   | McLaren-Mercedes        | 53        | +53.616        | 11               | 10   |
| 6      | 14  | Fernando Alonso   | Ferrari                 | 53        | +1:00.016      | 7                | 8    |
| 7      | 3   | Daniel Ricciardo  | Red Bull Racing-Renault | 53        | +1:01.812      | 6                | 6    |
| 8      | 1   | Sebastian Vettel  | Red Bull Racing-Renault | 53        | +1:06.185      | 10               | 4    |
| 9      | 7   | Kimi Räikkönen    | Ferrari                 | 53        | +1:18.877      | 8                | 2    |
| 10     | 11  | Sergio Pérez      | Force India-Mercedes    | 53        | +1:20.067      | 12               | 1    |
| 11     | 19  | Felipe Massa      | Williams-Mercedes       | 53        | +1:20.877      | 18               |      |
| 12     | 27  | Nico Hülkenberg   | Force India-Mercedes    | 53        | +1:21.309      | 17               |      |
| 13     | 25  | Jean-Éric Vergne  | Toro Rosso-Renault      | 53        | +1:37.295      | 9                |      |
| 14     | 26  | Daniil Kvjat      | Toro Rosso-Renault      | 52        | +1 kolo        | 5                |      |
| 15     | 21  | Esteban Gutiérrez | Sauber-Ferrari          | 52        | +1 kolo        | 13               |      |
| 16     | 99  | Adrian Sutil      | Sauber-Ferrari          | 52        | +1 kolo        | 14               |      |
| 17     | 8   | Romain Grosjean   | Lotus-Renault           | 52        | +1 kolo        | 15               |      |
| 18     | 13  | Pastor Maldonado  | Lotus-Renault           | 52        | +1 kolo        | 21               |      |
| 19     | 9   | Marcus Ericsson   | Caterham-Renault        | 51        | +2 kola        | 16               |      |
| Ret    | 10  | Kamui Kobajaši    | Caterham-Renault        | 21        | Brzdy          | 19               |      |
| Ret    | 4   | Max Chilton       | Marussia-Ferrari        | 9         | Zavěšení       | 20               |      |
| DNP    | 17  | Jules Bianchi     | Marussia-Ferrari        | 0         | Netrénoval     | —                |      |
| Zdroj: |     |                   |                         |           |                |                  |      |

## Průběžné pořadí po závodě
- Tučně jsou vyznačeni jezdci a týmy se šancí získat titul v Poháru jezdců nebo konstruktérů.

Pohár jezdců
|   | Pořadí | Jezdec           | Body |
| - | ------ | ---------------- | ---- |
|   | 1      | Lewis Hamilton   | 291  |
|   | 2      | Nico Rosberg     | 274  |
|   | 3      | Daniel Ricciardo | 199  |
| 2 | 4      | Valtteri Bottas  | 145  |
| 1 | 5      | Sebastian Vettel | 143  |

Pohár konstruktérů
|   | Pořadí | Konstruktér             | Body |
| - | ------ | ----------------------- | ---- |
|   | 1      | Mercedes                | 565  |
|   | 2      | Red Bull Racing-Renault | 342  |
|   | 3      | Williams-Mercedes       | 216  |
|   | 4      | Ferrari                 | 188  |
| 1 | 5      | McLaren-Mercedes        | 143  |